# Cotinusa deserta
Cotinusa deserta là một loài nhện trong họ Salticidae.
Loài này thuộc chi Cotinusa. Cotinusa deserta được Elizabeth Maria Gifford Peckham & George William Peckham miêu tả năm 1894.